# Heinrich von Kleist

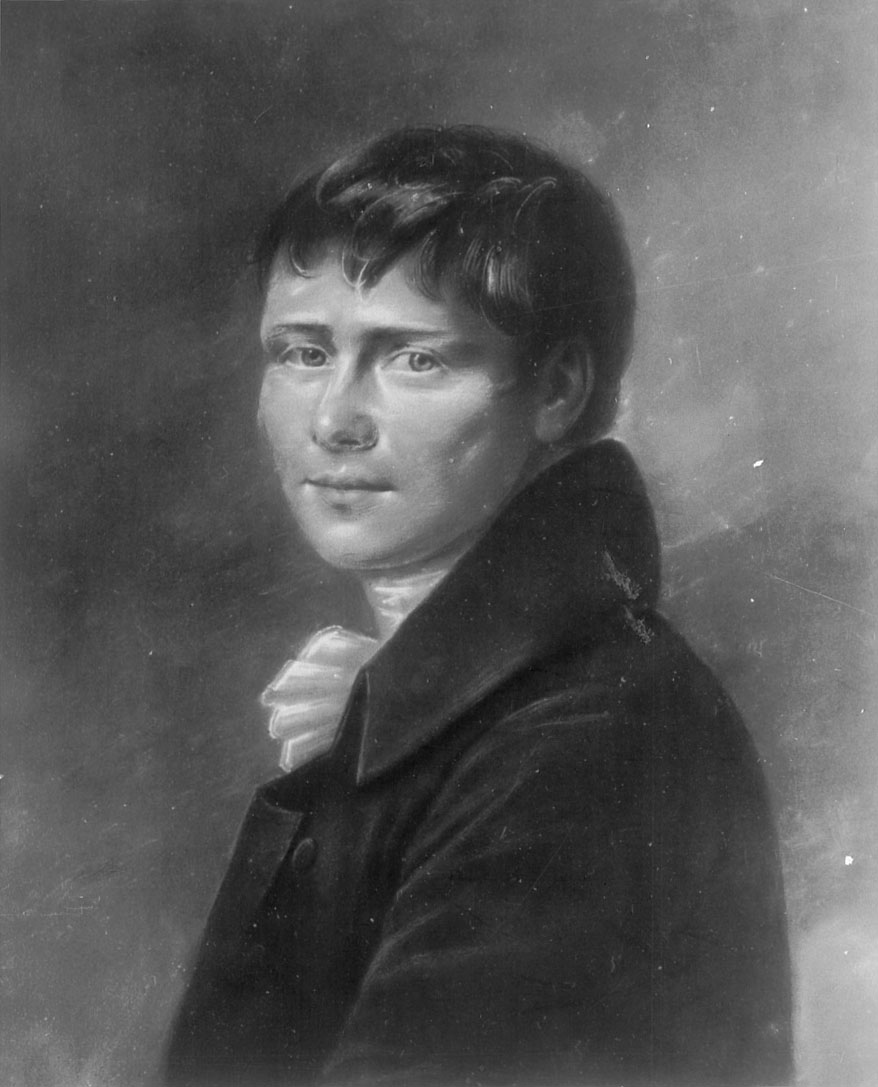
Heinrich von Kleist, in 1801 door Peter Friedel getekend

Bernd Heinrich Wilhelm von Kleist (Frankfurt (Oder), 18 oktober (volgens Kleist zelf 10 oktober) 1777 — Berlijn, 21 november 1811) was een Duits schrijver, dichter, essayist en toneelschrijver.

## Leven
Kleist was de oudste zoon uit een officiersfamilie. Zoals de familietraditie het vereiste, ving hij een militaire carrière aan. Zijn vader was in 1788 gestorven, waarna hij in Berlijn onder de hoede van professor Samuel Heinrich Catel Frans leerde. De vroege periode van Kleist werd dan ook gekenmerkt door een grote voorliefde voor het Verlichtingsdenken; hij bestudeerde Voltaire en Rousseau, en bleef tot zijn vierentwintigste onder de invloed van het idee van de orde en regelmaat die de mens voor zichzelf kan scheppen. Tussen 1792 en 1799 was hij korporaal in het Pruisische leger, en hij nam in 1793 deel aan een veldtocht naar de Rijn. In 1795 werd hij naar Osnabrück verplaatst, kort voordat Frankrijk en Pruisen vrede sloten. Tot vaandrig bevorderd keerde hij naar Potsdam terug, waar hij later nog tweede luitenant werd. Desondanks verzocht hij uit het leger ontslagen te worden, met de bedoeling veel en grondig te studeren. Gedurende drie semesters studeerde hij exacte wetenschappen, recht en filosofie aan de universiteit van Frankfurt (Oder), en verloofde zich met Wilhelmine von Zenge. Hij had voor zichzelf een soort „levensplan“ opgesteld, gestoeld op de leerstellingen van de Verlichting en de wetenschap. In 1800 maakte hij een aanvang met zijn eerste literaire geschriften.
Het leven van Kleist, die reeds van nature een weinig stabiele persoonlijkheid had, werd volledig overhoop gegooid toen hij in 1801 de werken van Immanuel Kant las: deze periode staat bekend als Kleists Kant-crisis. De ideeën van deze filosoof deden hem grondig twijfelen aan het vooruitgangsoptimisme waaraan hij tot dan toe vastgehouden had; gecombineerd met een toenemende verbolgenheid omtrent de absolutistische staatsstructuur van Pruisen, brak hij zijn studies af en begon rond te reizen. Hij hoopte zijn oude idealen in Parijs terug te vinden, maar raakte er diep ontgoocheld door de wantoestanden van na de Franse Revolutie. Vervolgens hoopte hij, geïnspireerd door Rousseaus concept van de nobele wilde, een eenvoudig landbouwer te kunnen worden, waarop hij naar Zwitserland reisde en er zich in 1802 kortstondig op een eilandje nabij Thun vestigde; hij brak zijn verloving af en schreef aan een aantal toneelstukken. In 1803 trok hij met zijn zuster naar Weimar en raakte in Oßmannstedt bevriend met Christoph Martin Wieland, die zeer onder de indruk was van zijn dichterlijke virtuositeit. Later dat jaar keerde hij met zijn vriend Ernst von Pfuel naar Zwitserland terug en reisde verder naar Italië en Frankrijk, waar hij het manuscript van een van zijn toneelstukken, Robert Guiskard, Herzog der Normänner, verbrandde. Het stuk zou later nog in fragmentarische vorm uitgegeven worden. Na een zenuwinzinking keerde hij terug naar Duitsland. Op aandringen van zijn familie solliciteerde hij naar een ambtenaarspost, die hij in 1805 opnam in Koningsbergen, maar die hij door toedoen van gezondheidsproblemen na een jaar al moest opgeven. 
In 1806 werd Pruisen door Frankrijk bedreigd; toen Kleist poogde naar Dresden te vluchten, werd hij in Berlijn door de Fransen gevangengenomen op verdenking van spionage. Tijdens het half jaar durend gevangenschap voltooide hij zijn treurspel Penthesilea. In 1808 gaf hij met Adam Müller het maandblad Phöbus uit, waarin hij een aantal van zijn werken publiceerde. Het bekendste werk van Kleist is de komedie Der zerbrochne Krug, ofschoon de première, in 1808 door Goethe geregisseerd, een mislukking was. Met Goethe had Kleist ook sterke meningsverschillen omtrent de keuzes die een mens ter beschikking staan: in tegenstelling tot Goethe geloofde Kleist niet meer aan het bestaan van waarheid en rechtvaardigheid, en het leven is voor hem intrinsiek onzeker. Dit ziet men reeds in zijn Familie Schroffenstein: het is een bloedige, haast cynische tragedie, waarin twee families gelijktijdig elkaars kinderen vermoorden. Robert Guiskard, dat nooit voltooid werd, handelt over een germaanse koning die op het punt staat Byzantium te veroveren, wanneer de pest toeslaat. Ook de novelle Michael Kohlhaas heeft een misdadiger als hoofdpersonage, en het is moeilijk uit te maken of hij een goed of een slecht mens is. Daarnaast is de taal vaak nogal verwrongen: Kleist straalt iets opzettelijk kunstmatigs uit, dat de onechtheid van de wereld weerspiegelt. De karige steun van Goethe zorgde mede ervoor dat Kleist tijdens zijn leven niet de roem verwierf die hem na zijn dood te beurt zou vallen. Desalniettemin dient opgemerkt te worden, dat Kleist steeds een buitenstaander in zijn tijdgeest was; pas in de 20e eeuw werd zijn oeuvre, onder andere door Thomas Mann, werkelijk 'ontdekt'. Een origineel kunstgreepje van Kleists toneelstukken bestaat er zo bijvoorbeeld in, de dramatische actie niet rechtstreeks op de scène uit te beelden, maar steeds 'van horen zeggen', indirect op de bühne te laten berichten: een proces dat teichoscopie wordt genoemd en zijn tijd ver vooruit was.
In 1809 reisde Kleist nog naar Oostenrijk, vooraleer hij opnieuw ziek werd. Op het eind van zijn leven, in 1811, publiceerde hij twee boeken met Erzählungen, waarin vele van zijn beroemdste werken staan, zoals Michael Kohlhaas, Die Marquise von O..., Die Verlobung in St. Domingo en Das Erdbeben in Chili. In 1809 ontmoette hij kankerlijdster Henriette Vogel. Met haar instemming vermoordde Heinrich haar in de vroege ochtend van 21 november 1811, waarna hij de hand legde aan zichzelf. 
Heinrich von Kleist ligt aan de Kleiner Wannsee begraven.

## Werken
- 1799 Aufsatz, den sichern Weg des Glücks zu finden und ungestört — auch unter den größten Drangsalen des Lebens — ihn zu genießen (verhandeling)
- 1801 Die Verlobung in St. Domingo
- 1803 Die Familie Schroffenstein
- 1807 Penthesilea (opgevoerd 1899)
- 1807 Amphitryon (naar Molière)
- 1807 Das Erdbeben in Chili (novelle)
- 1808 Robert Guiskard, Herzog der Normänner (fragmentarisch)
- 1808 Die Hermannsschlacht
- 1808 Die Marquise von O.
- 1810 Das Käthchen von Heilbronn
- 1810 Über das Marionettentheater (verhandeling)
- 1810 Erzählungen (verzameling novelles)
- 1811 Der zerbrochne Krug
- 1811 Erzählungen (tweede verzameling novelles)
- 1821 Prinz Friedrich von Homburg (geschreven tussen 1809 en 1811)

## In Nederlandse vertaling
- Verzameld proza. Alle verhalen en essays, vert. Ria van Hengel, 2009. ISBN 9789025364298

## Verfilmingen
- Amour Fou (2014) van Jessica Hausner.